# Grzybieniowe
Grzybieniowe (Nymphaeidae J.W. Walker ex Takht.) – podklasa roślin wyróżniana w niektórych systemach klasyfikacyjnych okrytonasiennych (np. w systemie Reveala). W zależności od ujęcia obejmuje albo niektóre albo wszystkie najstarsze linie rozwojowe roślin okrytonasiennych. 

## Systematyka
Pozycja w systemie Reveala (2007...)
Jedna z dwunastu podklas w obrębie okrytonasiennych (tutaj stanowiących takson w randze klasy). 
Podział w tym ujęciu:
- nadrząd: Nymphaeanae Thorne ex Reveal
  - rząd: Amborellales Melikyan, A. V. Bobrov & Zaytzeva – amborellowce
  - rząd: Nymphaeales Salisb. ex Bercht. & J. Presl – grzybieniowce
  - rząd: Austrobaileyales Takht. ex Reveal
  - rząd: Illiciales Hu ex Cronquist – badianowce
  - rząd: Ceratophyllales Link – rogatkowce
  - rząd: Chloranthales R. Br. in C. F. P. von Martius

Pozycja w systemie Reveala (1994-1999)
Gromada okrytonasienne, podgromada Magnoliophytina, klasa Piperopsida, podklasa Nymhaeidae.
Podział w tym ujęciu:
- nadrząd: Nymphaeanae Thorne ex Reveal
  - rząd: grzybieniowce (Nymphaeales) Dumort.